# HD 28185
HD 28185 és una estrella nana groga semblant al Sol situada a 128 anys llum de la Terra a la constel·lació d'Eridà. La denominació HD 28185 fa referència a la seva entrada al catàleg Henry Draper. Se sap que l'estrella posseeix un planeta extrasolar de llarg període.

## Distància i visibilitat
Segons els mesuraments de la nau espacial Gaia, HD 28185 té una paral·laxi de 25,4868 mil·lisegons d'arc,[1] que correspon a una distància de 39.24 parsecs (128.0 anys llum). Com que l'estrella es troba a més de 25 parsecs de la Terra, no apareix al Gliese Catalogue of Nearby Stars Amb una magnitud aparent de 7,81, l'estrella gairebé mai no és visible a ull nu, tot i que es pot veure amb uns prismàtics.

## Característiques estel·lars
HD 28185 és similar al Sol en termes de massa, radi i lluminositat. estrella es troba a la seqüència principal i està generant energia fusionant hidrogen al seu nucli. El tipus espectral de G5V implica que HD 28185 és més fred que el Sol. Com la majoria de les estrelles amfitriones de planetes extrasolars, HD 28185 és ric en metalls en relació amb el Sol, conté al voltant del 173% de l'abundància solar de ferro. L'estrella gira més lentament que el Sol, amb un període d'uns 30 dies, en comparació amb els 25,4 dies del Sol.
Segons l'activitat cromosfèrica de l'estrella, s'estima que HD 28185 té una edat d'uns 2.900 milions d'anys. D'altra banda, els models evolutius donen una edat d'uns 7.500 milions d'anys i una massa 0,99 vegades la del Sol. La major lluminositat i el període de rotació més llarg afavoreixen una edat més gran de l'estrella.

## Sistema planetari
L'any 2001 es va descobrir un planeta extrasolar de mida similar a Júpiter designat HD 28185 b en òrbita al voltant de l'estrella amb un període d'1,04 anys. A diferència de molts planetes extrasolars de període llarg, té una excentricitat orbital baixa.
El planeta experimenta una insolació similar a la Terra, la qual cosa ha portat a especulacions sobre les possibilitats de satèl·lits habitables. A més, les simulacions numèriques suggereixen que els planetes de poca massa situats als punts troians del gegant gasós serien estables durant llargs períodes. L'existència del planeta va ser confirmada de manera independent pel Magellan Planet Search Program el 2008.
L'estrella també mostra evidències d'una tendència de velocitat radial a llarg termini, que pot indicar la presència d'un company exterior addicional. L'any 2022, es va confirmar la presència d'un company extern, probablement una nana marró mitjançant una combinació de velocitat radial i astrometria.
| Companya (per ordre des de l'estrella) | Massa                  | Semieix major (ua)  | Període orbital (any) | Excentricitat      | Inclinació | Radi |
| -------------------------------------- | ---------------------- | ------------------- | --------------------- | ------------------ | ---------- | ---- |
| b                                      | ≥5,837+0,486 −0,510 MJ | 1,035+0,042 −0,046  | 1,056+0,0001 −0,0002  | 0,055+0,004 −0,003 | —          | —    |
| c                                      | 19,639+2,266 −2,137 MJ | 13,176+0,518 −0,689 | 47,688+0,802 −1,841   | 0,120+0,021 −0,022 | —°         | —    |